# Extinció (mineralogia)

Extinció ondulosa en quars.

L'extinció és un terme usat en la mineralogia òptica i en petrologia que descriu com la llum polaritzada transversal s'atenua, quan es veu a través de la secció prima d'un mineral en un microscopi petrogràfic. Els minerals isotròpics, els minerals opacs (metàl·lics) o els materials amorfs (vidre) no mostren llum (és a dir, extinció constant). Els minerals anisotròpics mostraran una extinció per cada 90 graus de rotació.
L'angle d'extinció és la mesura entre la direcció de l'exfoliació o l'hàbit d'un mineral i l'extinció. Per saber això, simplement s'ha d'alinear la direcció de les línies d'exfoliació amb un dels punt de mira al microscopi, i girar el mineral fins que es produeixi l'extinció. El nombre de graus que es va fer girar l'escenari és l'angle d'extinció, entre 0 i 89 graus. 90 graus es considera el mateix que zero graus, i es coneix com a extinció paral·lela. L'extinció inclinada és un angle mesurat entre 1-89 graus. Els minerals amb dues exfoliacions poden tenir dos angles d'extinció, amb extinció simètrica que succeeix quan els minerals tenen múltiples angles que són els mateixos. Els minerals que no tenen exfoliació o elongació no poden tenir un angle d'extinció.